# گمینا کروکووا
گمینا کروکووا (به لهستانی:  Gmina Krokowa) یک گمینا در لهستان است که در شهرستان پوتسک، استان پومرانی واقع شده‌است. گمینا کروکووا ۲۱۱٫۸۳ کیلومتر مربع مساحت و ۱۰٬۰۸۹ نفر جمعیت دارد.